# Zemovít I. Mazovský

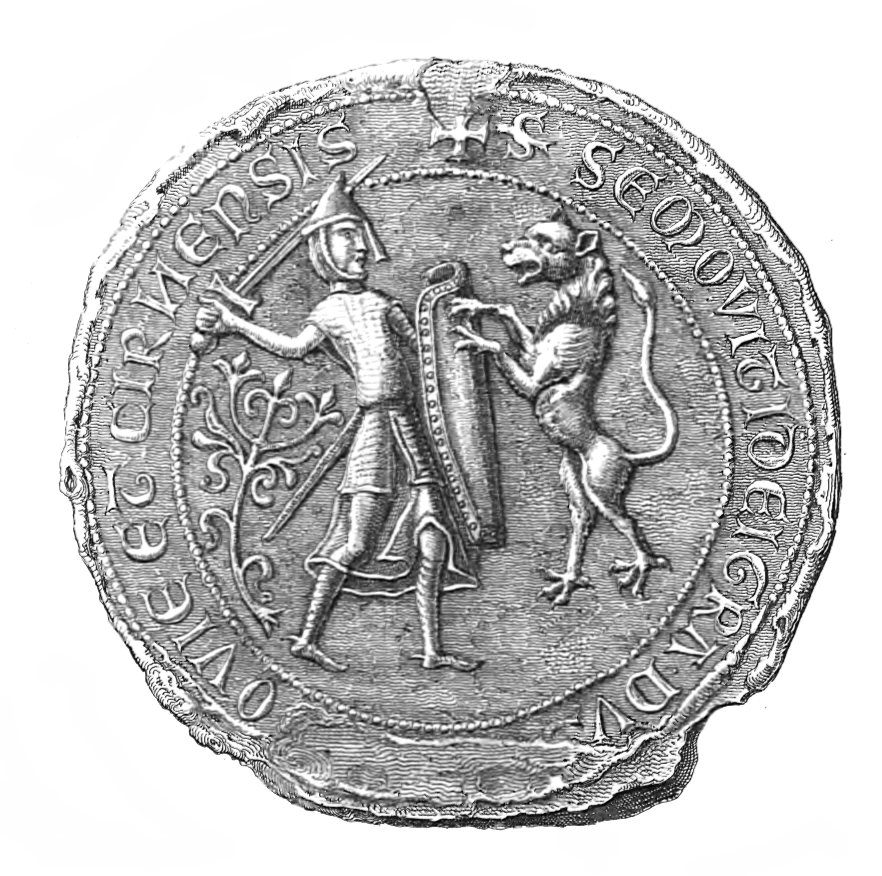
Pečeť Zemovíta Mazovského

Zemovít I. Mazovský (polsky Siemowit I mazowiecki, 1215? – 23. června 1262?) byl v letech (1247–1248) czerský kníže, 1248 až 1262 mazovský kníže (bez Dobřině), v letech 1259–1260 sieradzský kníže.

## Mládí
Zemovít byl třetí syn knížete (seniora) Konráda I. Mazovského a jeho ženy Agafie. Po smrti otce v roce 1247 zdědil prvorozený Boleslav I. Mazovsko a druhorozený Kazimír I. Kujavsko. Zemovít měl získat Sieradz, Lenčice a Czersko. Jenže první dvě území zabral Kazimír a na Zemovíta zbylo pouze Czersko. Mezi bratry nastaly boje o území, které v následujícím roce ukončila nečekaná smrt Boleslava Mazovského. Mazovsko připadlo Zemovítovi. Kazimír ovšem využil zmatků a od Mazovska odtrhl Dobřiň.

## Boje v Pobaltí
V roce 1248 se Zemovit soustředil na hranici Mazovska s Pobaltím, kde čelil nájezdům tamních kmenů. Spojil se s Danielem Haličským a Boleslavem V. Stydlivým, kterých se invaze baltských kmenů také týkala. První společná výprava se uskutečnila už na podzim roku 1248. Baltské kmeny byly poraženy a na pár let byl zajištěn mír.
Další výprava se uskutečnila v roce 1253. Následujícího roku se Zemovít a Daniel Haličský spojili v Raciazi s Řádem německých rytířů a v roce 1255 společně podnikli další výpravu proti baltským kmenům, která skončila pro Zemovíta a jeho spojence vítězstvím. Řád německých rytířů získal 2/3 baltského území a Zemovít se spokojil s 1/3 území. Podobně bojoval s Řádem německých rytířů v roce 1257 ve Wloclawku a 15. června 1260 v Troszyni. V roce 1258 musel Zemovít čelit nájezdům litevských vojsk na Mazovsko.

## Konflikty s Kazimírem Kujavským
V roce 1254 byl Zemovít zajat bratrem Kazimírem Kujavským, když se vracel z Krakova z kanonizace Stanislawa I. ze Szczepanowa, který měl obavy (pravděpodobně ne bez důvodu) z bratrova spojenectví s Řádem německých rytířů, které by mohlo být namířeno proti němu, a uvěznil jej v zámku Sieradz. Propuštěn byl následujícího roku po příslibu pomoci v Kazimírově válce se Svatoplukem II. Pomořanským.
V roce 1259 podnikli Boleslav Pobožný, Boleslav Stydlivý, Zemovít Mazovský a Roman Danilovič Novogrodský výpravu na Lenčice proti Kazimíru Kujavskému a jeho vládě. Uspěli a Zemovít získal Sieradz. V roce 1260 byla mezi Kazimírem a Zemovítem v Przedboru podepsána mírová dohoda. Sieradz dostal Lešek II. Černý, nejstarší syn Kazimíra Kujavského.

## Boje s Litevci a smrt
Poté musel Zemovít řešit další konflikt. Na jaře 1262 zahájili Litevci a Rusové další ozbrojenou výpravu na Mazovsko pod vedením Mindaugase. Tentokrát Mazovsko nebylo připraveno a nečekanému útoku prakticky nekladlo žádný odpor. Nepřátelé spálili Płock, překročili řeku Vislu a zaútočili na město Jazdow, kde přebýval Zemovít spolu s nejstarším synem Konrádem. V bitvě byl Zemovít zabit a jeho syn Konrád byl zajat. V Mazovsku se na dva roky (do propuštění Konráda II.) stal regentem za mladšího nezletilého Boleslava II. Zemovítův spojenec Boleslav Pobožný.

## Manželství a potomci
V roce 1248 se oženil s Pereslavou († 1283), dcerou Daniela Haličského. Z manželství se narodily tři děti.
- Konrád II. Mazovský (1248/50–1294)
- Boleslav II. Mazovský (po 1251–1313)
- Salomena († 1301), jeptiška